# Ochrodion quadrimaculatum
Ochrodion quadrimaculatum là một loài bọ cánh cứng trong họ Cerambycidae.